# C. Emil Haeger
Carl Emil Haeger, född 12 augusti 1841 i Äskebäck, Västra Ny, Östergötland, död 29 december 1919 i Lilla Edet, var en svensk industriman.
Efter sin utbildning kom Haeger som 17-åring till Motala verkstad, där han avancerade till maskinuppsättare. Han arbetade även på ångfartyg; 1867-1875 återfanns han i Mölndal vid Rosendahls fabriks AB (sedermera Papyrus) varifrån han skickades till Trollhättan. Här uppfördes ett träsliperi för tillverkning av trämassa, den första i sitt slag i Sverige. År 1875 blev han VD för Sörstafors Pappersbruks AB i Kolbäck (Surahammars bruks AB). Detta  gick i konkurs 1880.
År 1881 kom ingenjör Haeger till Lilla Edet, där han skapade ortens pappersindustri. Haeger, som själv innehade flera patent, var en av Sveriges första verkliga experter på papperstillverkning. Den första pappersmaskinen kom 1882 från Storbritannien och var köpt för lånat kapital (av Robert Dickson). Den 300-åriga sågverkstiden i Lilla Edet var förbi och pappersindustrin efterträdde. Haegers fabrik drabbades av eldsvådor 1884 och 1892, men trots detta fortsatte han envist framåt. År 1906 omorganiserades firman till aktiebolag, Lilla Edets Pappersbruk Aktiebolag, med Haeger som ordförande. 
Han var även ordförande i styrelsen för Lödöse-Lilla Edets järnvägsaktiebolag (grundat 1905). Han hade även en flotta; vid en tidpunkt bestående av åtta ångbåtar och ett tjugotal pråmar. Så småningom anförtrodde han verksamheten till sin son C. Gunnar Haeger.
Han är begravd på Högtorps gamla kyrkogård i Lilla Edet. Isidor Hörlin utformade den monumentala gravvården i västkustgranit medan Carl Fagerberg stod för den skulpturala delen.